# Robinson R22
A Robinson R22 egy könnyű, többfeladatú, könnyűszerkezetes helikopter, négydugattyús boxermotorral és kétlapátos rotorral. Polgári kishelikopterként igen kedvelt típus.

## Története
Tervezése 1973-ban kezdődött az Amerikai Egyesült Államokban, a prototípus 1975. augusztus 28-án szállt fel először. A modell 1979 márciusában kapta meg a CAA bizonyítványt, és Robinson R22 Alpha néven vált ismertté. Az Alfából 500 darab készült, majd következett 1985-ben a Beta. Nevét tervezőjéről, Frank Robinsonról kapta. Az R22 több változatban készül, amelyeket különböző feladatok ellátására szán a gyártó. Az R22 Mariner-t úszótalpakkal látták el, az R22 Police speciális rádió-berendezésekkel rendelkezik, az R22 IFR kimondottan kiképző típus, az External Load R22 és az Agricultural R22 mezőgazdasági feladatok végzésére szolgál. A gyár bestseller típusának számító R22-est jelenleg 25 országban üzemeltetik. Több mint 3280 darabot gyártottak hat változatban.

### Robinson R44
Az R22-es továbbfejlesztett, modernizált változata. A négyszemélyes R44-es tervezése ugyan 1985-ben elkezdődött, első prototípusa mégis csupán 1990 márciusában szállhatott fel. Az új típust Frank Robinson a kétüléses, könnyű forgószárnyúak és a méregdrága, többfeladatú, gázturbinás helikopterek közötti hiány kitöltésére szánta. A gép a Raven (holló) nevet kapta és a nagyközönségnek az 1991 januárjában megrendezett "Heli-Expo" kiállításon mutatták be Anaheimben. Az első szerződéseket 1992-ben kötötték és a következő évben 31 darab R44-est értékesítettek.
A világsikert aratott, könnyű kategóriájú helikopter jelenleg gyártott, második fő változata, a Raven II-es erősebb hajtóművel készül. Ezt négy alváltozatban gyártják. A csúszótalpas, rendőrségi, kiképző és kamerával felszerelt verziókon kívül gyártják még a Clipper nevű, úszótalpas változatot is. A gépből több mint 3000 darabot gyártottak.
A helikopternek két lapátja van, átmérőjük 10,06 méter. Hajtóműve hathengeres, vízszintes boxermotor, amely közvetlen hajtású, léghűtéses.